# Günter Kiermaier
Günter Kiermaier (* 10. November 1942 in Amstetten) ist ein österreichischer Gastwirt und Politiker (SPÖ). Kiermaier war zwischen 1990 und 2002 Abgeordneter zum Österreichischen Nationalrat.

## Ausbildung und Beruf
Kiermaier besuchte von 1949 bis 1957 die Volks- und Hauptschule und erlernte von 1957 bis 1960 den Beruf des Einzelhandelskaufmanns. Kiermaier arbeitete in der Folge zwischen 1960 und 1961 in seinem Lehrberuf, leistete den Präsenzdienst ab und absolvierte von 1962 bis 1965 eine Lehre als Kellner. Danach war er bis 1972 als Kellner im elterlichen Betrieb beschäftigt. Kiermaier ist seit 1972 Betriebsinhaber und erhielt 1994 den Berufstitel Kommerzialrat verliehen. 1998 wollte Kiermaier seinen Gasthof in einen Franchise-Betrieb der Firma Wienerwald umwandeln, erhielt jedoch eine Absage des Unternehmens. In der Folge baute er die Fremdenzimmer seines Gasthofes in ein privates Altersheim mit 30 Seniorenappartements um.

## Politik
Kiermaier war 1990 Stadtrat in Amstetten und zog am 5. November 1990 als Vertreter der SPÖ in den Nationalrat ein. Zudem war Kiermaier, Bezirksparteivorsitzender der SPÖ Amstetten, Präsident des Sozialdemokratischen Wirtschaftsverbandes Niederösterreich und Vizepräsident der Wirtschaftskammer Niederösterreich. Zudem stand er der Arbeitsgemeinschaft Christentum und Sozialismus (ACUS) Niederösterreich als Landesobmann vor. 
Nach seinem Ausscheiden aus dem Parlament am 19. Dezember 2003 wurde Kiermaier am 28. Mai 2003 auch in seiner Funktion des Bezirksparteivorsitzenden abgelöst.

## Auszeichnungen
- 2001: Großes Silbernes Ehrenzeichen für Verdienste um die Republik Österreich[3]
- 2008: Silbernes Komturkreuz des Ehrenzeichens für Verdienste um das Bundesland Niederösterreich